# Orangozinho
Orangozinho (port. Ilha de Orangozinho) – piąta co do wielkości z wysp archipelagu Bijagós, należącego do Gwinei Bissau, położona w jego południowej części. Administracyjnie należy do Regionu Bolama; największą miejscowością jest Uite.

## Geografia
Długość wyspy wynosi 19 km, a jej szerokość – 11,8 km. Łącznie linia brzegowa ma długość 76,1 km i jest mocno pofałdowana, natomiast wielkość wynosi 107 km². Należy do sektora Bubaque w archipelagu razem z wyspami Bubaque, Meneque, Roxa, Rubane, Soga, Meio, Cavalos, João Viera i kilkoma pomniejszymi. Jest oddzielona wąską cieśniną od większej wyspy Orango (nazwa Orangozinho oznacza małe Orango) oraz leżącą pomiędzy nimi Meneque.